# Socialdemokraterna (Sverige)
Sveriges socialdemokratiska arbetareparti (SAP), vanligen Socialdemokraterna (S), är ett socialdemokratiskt politiskt parti i Sverige. På partiets valsedlar anges partibeteckningen Arbetarepartiet-Socialdemokraterna. Partiet är sprunget ur och är en del av den socialistiska arbetarrörelsen, och är dess främsta politiska gren i Sverige. Partiets officiella ideologi är demokratisk socialism. Partiordförande sedan 4 november 2021 är Magdalena Andersson.

## Ideologi
Socialdemokraternas officiella ideologi är demokratisk socialism, vilken partiet anser vara synonym med begreppet socialdemokrati. Socialdemokraterna betonar vikten av en rättvis och aktiv fördelningspolitik samt principen av var och en efter förmåga, åt var och en efter behov.
Partiet hade ursprungligen som mål att skapa ett socialistiskt samhälle på demokratisk väg, men med tiden kom man att acceptera marknadsekonomi med politiska regleringar. Det eftersträvade samhället blev istället folkhemmet med allmän välfärd, säkerställd genom en stark offentlig sektor finansierad av skatter i ett blandekonomiskt system där marknadsekonomi kombineras med politiska regleringar och statligt ägande.
En central fråga för partiet var länge hur Sverige skulle socialiseras, till exempel genom debatterna om planhushållning, funktionssocialism och senare ekonomisk demokrati, vilket utmynnade i bland annat löntagarfonderna. I och med 1980- och 1990-talets tredje vägens politik har partiet rört sig närmare den politiska mitten.

## Historia

### Sammanfattning
Partiet bildades 1889. Bakom bildandet stod fackföreningsrörelsen, som partiet haft ett nära förhållande till alltsedan dess. 
Socialdemokraterna blev för första gången en del av Sveriges regering 1917. Den första helt socialdemokratiska regeringen, ledd av Hjalmar Branting, tillträdde 1920. Partiet innehade regeringsmakten oavbrutet från 1936 till 1976, och därefter under åren 1982 till 1991, samt 1994 till 2006. Partiet satt 2014–2021 i en koalitionsregering med Miljöpartiet, efter att ha varit i opposition sedan valet 2006. Under 2021–2022 bildade Socialdemokraterna en enpartiregering, som var den första regeringen i svensk historia med en kvinna, Magdalena Andersson, som statsminister. Partiet förlorade regeringsmakten i riksdagsvalet 2022 och är sedan dess Sveriges ledande oppositionsparti.
Partiet är Sveriges största både sett till antalet medlemmar och sett till valresultat i riksdagsval, och har varit det ända sedan början av 1900-talet. Socialdemokraterna har sitt starkaste stöd i Norrland och i storstädernas förorter.

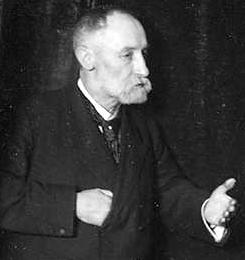
August Palm (1849–1922).

### Grundandet (1889)
Den svenska socialdemokratins historia kan anses ha börjat i Malmö den 6 november 1881 när skräddaren August Palm höll talet "Vad vilja socialdemokraterna?" (Hvad vil Sosial-Demokraterna?), men det var först åtta år senare som Sveriges socialdemokratiska arbetareparti (SAP) bildades. Bakom bildandet 1889 stod fackföreningar, sjuk- och begravningskassor och olika socialistiska grupper. Den konstituerande kongressen hölls påskhelgen 19–22 april 1889 med 49 ombud i en lokal hos Stockholms Murareförening på dåvarande Tunnelgatan 12 (nuvarande Olof Palmes gata 12) i Stockholm.

### Utanför riksdagen (1889–1896)
Partikongressen i Norrköping 1891 uttalade att det organiserade våldet skulle kunna bli arbetarklassens väg till makten och uppmanade till folkbeväpning. Samtidigt med uttalandet beslutade kongressen att det Socialdemokratiska partiet endast skulle begagna kampmedel som motsvarade "folkets naturliga rättsmedvetande". Den unga svenska arbetarrörelsen fortsatte agera utomparlamentariskt genom att organisera en folkriksdag 1893 och 1896. Dessa ansåg att man skulle behöva ta till stridsåtgärder för att få en få bättre representation i riksdagen (strejk, skatte- och mönstringsvägran). På den socialdemokratiska partikongressen 1897 beslöts att inte delta i riksdagen 1899. 1898 bildade socialdemokraterna Landsorganisationen (LO). De båda organisationerna anordnande sedan 1902 i samverkan en storstrejk med omkring 120 000 deltagande för att införa allmän och lika rösträtt.

### Riksdagsparti (1896–1917)
Partiet enades tidigt att driva två huvudfrågor: allmän och lika rösträtt och åtta timmars arbetsdag (även känt som 8 timmars arbete – 8 timmars fritid – 8 timmars vila). Kravet om åtta timmars arbetsdag blev verklighet 1919 när 48-timmarsarbetsveckan introducerades och 1921 omfattade den allmänna och lika rösträtten även kvinnor. Dock saknade fortfarande stora grupper rösträtt, bland annat människor som uppbar fattighjälp.
I och med första världskriget 1914 hamnade den internationella arbetarrörelsen i kris när de olika socialdemokratiska partierna slöt upp bakom respektive nationell regering. Under världskriget ökade motsättningarna i det svenska samhället, som var hårt drabbat av svält med kravaller som följd (1917) och Sveriges konservativa statsminister Hjalmar Hammarskjöld gavs öknamnet "Hungersköld". Även inom socialdemokratin ökade motsättningarna med en allt djupare spricka mellan en partiledning som slutit upp bakom nationen och den borgerliga regeringen och ett ungdomsförbund som bedrev en antimilitaristisk linje. På grund av den så kallade munkorgsstadgan kom socialdemokratin att splittras i två partier när det Socialdemokratiska ungdomsförbundet (SDUF) tillsammans med vänsteroppositionen i protest lämnade partiet och bildade Sveriges socialdemokratiska vänsterparti (SSV), som i dag är Vänsterpartiet. Den uppdelningen gjorde slut på en lång period av inre konflikter och slitningar inom Socialdemokraterna.

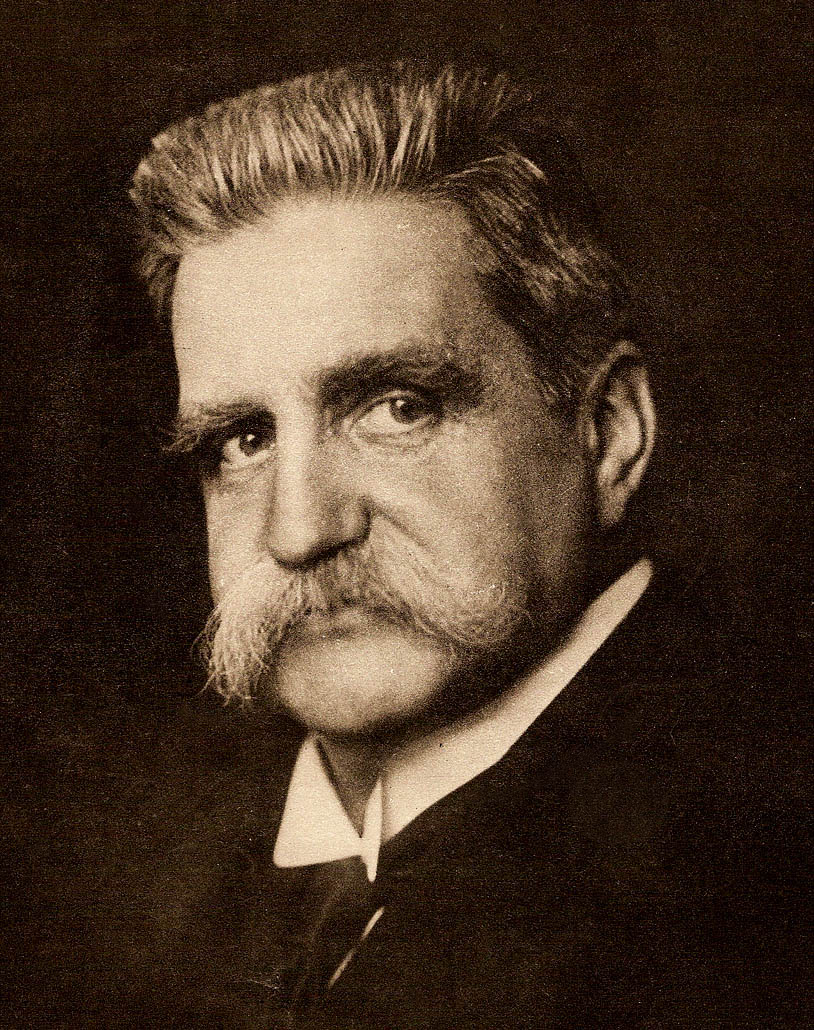
Hjalmar Branting (1860–1925).

### Regeringsparti till och från (1917–1926)
Den första regeringen där socialdemokratiska statsråd ingick, den liberala regeringen Edén, bildades 19 oktober 1917. Det var en koalitionsregering med Liberala samlingspartiet med Nils Edén som statsminister. I valet till andra kammaren 1917 hade högern förlorat stort. Efter misslyckade försök till regeringsbildning av mer konservativa politiker bad kung Gustaf V slutligen liberalen Nils Edén att bilda regering. Edén avkrävde kungen löfte om att inte stoppa ett regeringsförslag om allmän rösträtt, samt att kungen skulle godkänna de statsråd som statsministern föreslog inklusive de socialdemokratiska. Socialdemokraterna var också den större koalitionspartnern i regeringen. De socialdemokratiska ministrarna i regeringen var finansminister Hjalmar Branting, sjöminister Erik Palmstierna, ecklesiastikminister Värner Rydén och konsultativt statsråd Östen Undén. Branting ersattes redan några månader senare av Fredrik Vilhelm Thorsson, och Rydén ersattes efter två år av Olof Olsson.
När Edén drivit igenom kvinnlig rösträtt och avskaffat den 40-gradiga röstskalan i kommunalvalet började socialdemokrater kritisera regeringen för att den inte gjorde tillräckligt. Regeringen Edén efterträddes den 10 mars 1920 av en rent socialdemokratisk regering, regeringen Branting I, varvid Hjalmar Branting också blev den första socialdemokratiska statsministern.

### Folkhemmet (1932–1976)
År 1928 formulerade Per Albin Hansson Socialdemokraternas vision om Folkhemmet: "Det goda hemmet känner icke till några privilegierade eller tillbakasatta, inga kelgrisar och inga styvbarn." Från och med valet 1932 inleddes en period av socialdemokratisk dominans inom svensk politik. Partiet innehade regeringsmakten oavbrutet fram till 1976 (med ett kort undantag av 19 juni–28 september 1936 då Bondeförbundets regering med Axel Pehrsson-Bramstorp som statsminister styrde) under vilken period man sjösatte flera stora socialpolitiska reformer, såsom den allmänna sjukförsäkringen och allmänna tilläggspension (ATP). Även 1938 års överenskommelse mellan Landsorganisationens och Svenska arbetsgivareföreningen (SAF), kallat Saltsjöbadsavtalet, var av stor vikt för den socialdemokratiska samförståndspolitiken som Per Albin Hansson ämnade föra med mål om att uppnå det klasslösa samhället.
Under den så kallade lotteririksdagen 1973–1976 drogs huvudlinjerna i de lagar som kom att utgöra arbetsrättsreformerna, såsom lagen om anställningsskydd (LAS) och medbestämmandelagen  (MBL), upp. Under samma årtionde kom även kungens makt att inskränkas genom den så kallade Torekovskompromissen, samt en åsiktsregistrering ombesörjt av socialdemokraterna att avslöjas (se IB-affären).

### Oppositionsparti (1976–1982)
I riksdagsvalet 1976 förlorade socialdemokraterna valet och för första gången sedan 1936 övertogs regeringsmakten av en borgerlig regering under Torbjörn Fälldin, Centerpartiet. Socialdemokraterna kom att förlora ytterligare ett val, 1979, innan Olof Palme kunde återkomma som regeringsbildare efter riksdagsvalet 1982. Därefter har socialdemokraterna förlorat makten 1991−1994 (regeringen Carl Bildt, allmänborgerlig) och 2006−2014 (regeringen Reinfeldt, allmänborgerlig).

### Regeringsparti (1982–1991)
Under 1980-talet avgjordes kärnkraftsfrågan och därmed kom ett avslut på inre slitningar inom partiet. Efter att partiet 1982 vunnit tillbaka regeringsmakten genomfördes reformen om löntagarfonder. I mitten av 1980-talet genomförde Socialdemokraterna de omfattande avregleringar av finans- och kreditmarknaderna som kommit att kallas novemberrevolutionen. År 1986 mördades den socialdemokratiske statsministern Olof Palme.

### Regeringarna Carlsson III och Persson (1994–2006)
Under 1990-talet genomförde socialdemokraterna en hård sanering av svensk ekonomi genom ett omfattande sparprogram med nedskärningar i den offentliga sektorn och privatiseringar samt en uppgörelse med de borgerliga partierna om ett nytt pensionssystem där ATP-systemet på sikt avvecklades. Under saneringsåren samarbetade Socialdemokraterna med Centerpartiet, för att från 1998 fram till 2006 samarbeta med Vänsterpartiet och Miljöpartiet för att behålla regeringsmakten.
Under 2000-talet blev socialdemokraterna efter kongressbeslut (2001) ett feministiskt parti.

### Oppositionsparti (2006–2014)
År 2007 fick partiet sin första kvinnliga partiledare, Mona Sahlin, efter nära 120 år av manliga föregångare.
I riksdagsvalet 2010 fick Socialdemokraterna 30,66 procent av rösterna och 112 mandat. Socialdemokraterna förblev därmed med knapp marginal det största partiet i Sverige, även om partiet samtidigt fick sitt lägsta valresultat sedan andrakammarvalet våren 1914. De rödgröna som helhet blev också mindre än den borgerliga Alliansen, som efter valet fortsatte att regera utan majoritet i riksdagen. Socialdemokraternas partiordförande Sahlin valde att avgå efter valet och på en extra partikongress den 25 mars 2011 valdes Håkan Juholt till ny partiordförande.
Juholt avgick som partiledare den 21 januari 2012 efter en period av motgångar för Juholt i media. Den 27 januari 2012 utsågs Stefan Löfven till ny partiordförande.

### Regeringen Löfven (2014–2021)
I riksdagsvalet 2014 ökade Socialdemokraterna marginellt och fick 31,01 procent vilket motsvarade 113 mandat. Det rödgröna blocket blev större än Alliansen, dock utan egen majoritet, och valet blev därmed det första segervalet för Socialdemokraterna sedan riksdagsvalet 2002. Efter valet bildade Stefan Löfven en koalitionsregering med Miljöpartiet. 

## Organisation

### Partisymbol

Partisymbol

Liksom de flesta andra socialdemokratiska partier har Socialdemokraterna en röd ros som partisymbol.

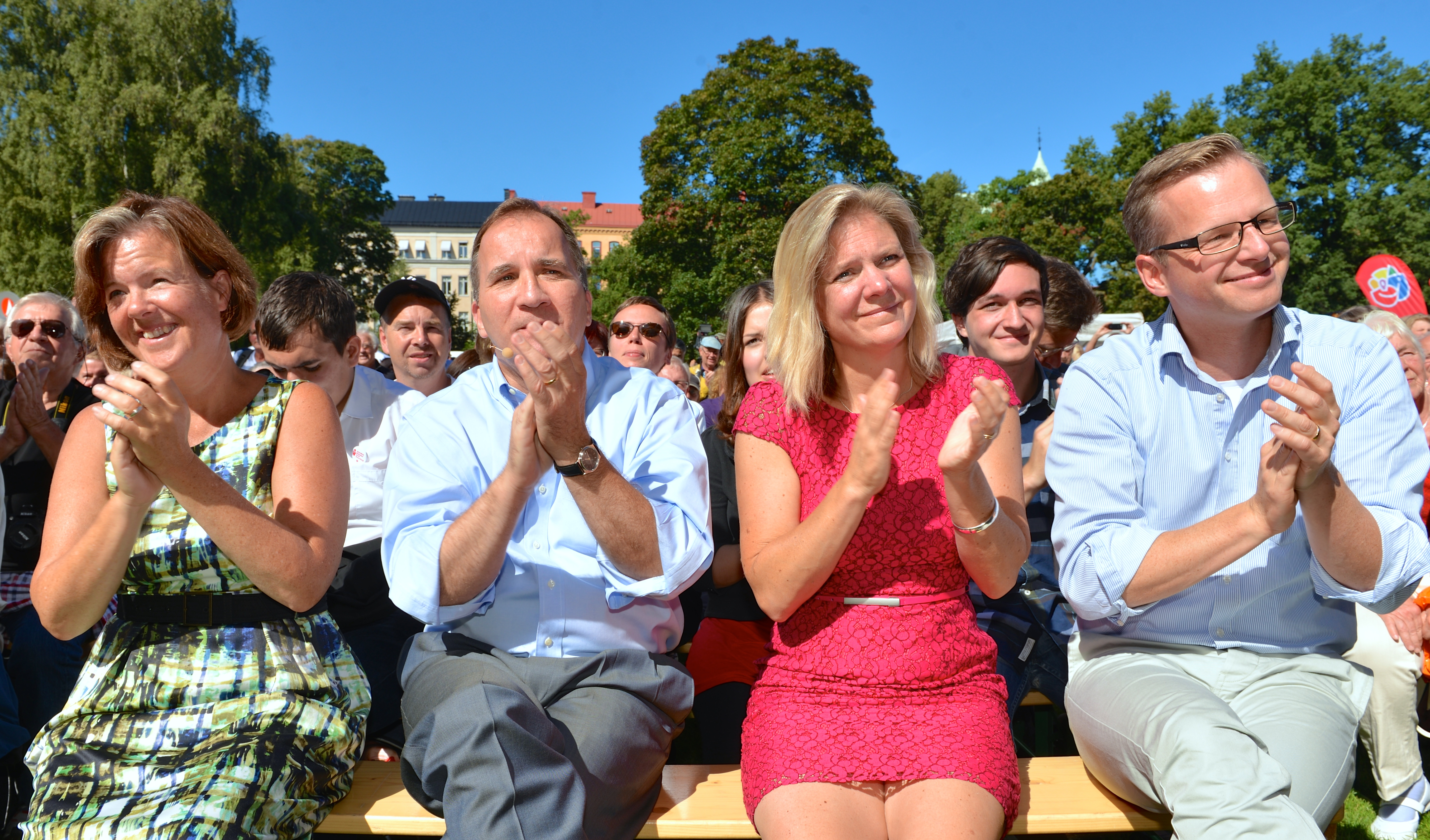
Fyra av ledamöterna i partistyrelsen 2013 (från vänster): Carin Jämtin, Stefan Löfven, Magdalena Andersson och Mikael Damberg.

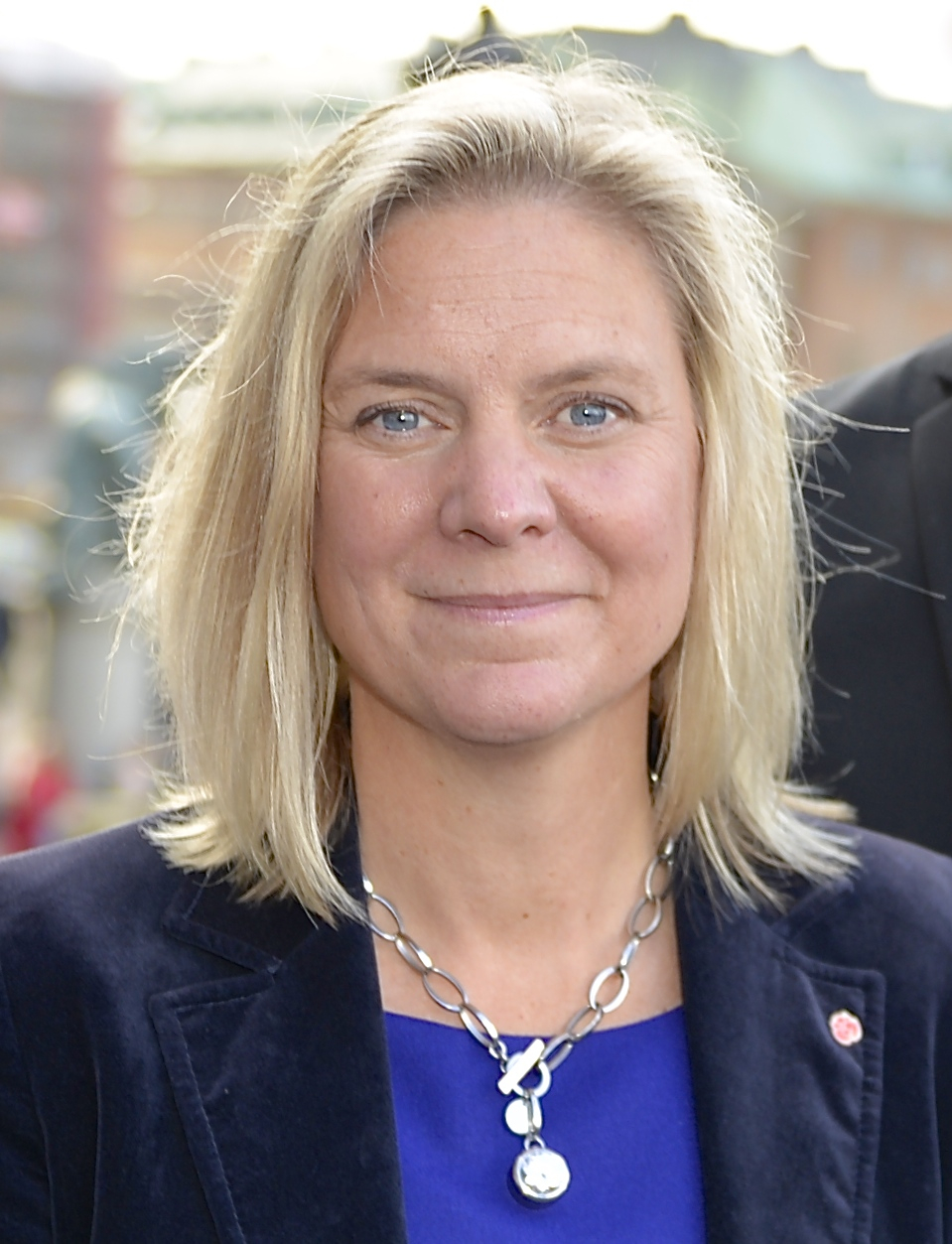
Magdalena Andersson, partiordförande sedan 4 november 2021.

### Medlemmar
Under 1980-talet hade partiet cirka 1,2 miljoner medlemmar, men efter att kollektivanslutningen avskaffades vid årsskiftet 1991–1992 var antalet medlemmar 260 346. År 1999 hade siffran sjunkit till 177 316 och 2003 var man nere i 152 402 medlemmar. I slutet av 2012 var medlemsantalet för första gången under 100 000 medlemmar, närmare bestämt 99 484. 2013 gick medlemsantalet ner till 97 396, men vände tillfälligt upp igen till 101 674 medlemmar vid årsskiftet 2014/2015. Talet har därefter gått nedåt och var 2020/2021 75 000 medlemmar. En viss ökning skedde till årsskiftet 2021/2022 då partiet hade 76 552 medlemmar.
Partiet är alltjämt Sveriges största, sett till medlemsantal. Närmast efter är Moderaterna, med drygt hälften så många medlemmar. Läs mer: Riksdagspartiernas medlemsutveckling.

### Lokalföreningar och arbetarekommuner
I varje primärkommun finns det en arbetarekommun, som ofta består av flera socialdemokratiska föreningar (s-föreningar), vilket är partiets minsta organisatoriska enhet. Arbetarekommunen, som begrepp, förekom inom partiet för första gången 1894 och har sedan partistadgarna från år 1900 varit vedertaget inom partiet.
Det är i s-föreningen som den dagliga politiska verksamheten sker. S-föreningen nominerar medlemmar från den egna föreningen eller någon annan förening inom samma arbetarekommun till kommunala politiska uppdrag.
Arbetarekommunen håller regelbundna möten där medlemmarna och s-föreningarna lägger fram frågor som rör partiets politik på kommunal nivå. Arbetarekommunen styrs av en styrelse som utses varje år på ett årsmöte. Arbetarekommunen fastställer partiets kandidatlistor till kommunfullmäktigeval.

### Partidistrikt
Partiet är uppdelat i 26 partidistrikt. Partidistrikten utgör partiets högsta organisatoriska enhet på regional nivå. Distrikten styrs av en distriktsstyrelse, som väljs på distriktets kongress. Distriktets kongress utgör partidistriktets högsta beslutande organ. Partidistrikten fastställer partiets kandidatlistor för val till landstingsfullmäktige och Svenska kyrkans valda beslutsorgan.
Gotlands, Göteborgs och Stockholms partidistrikt räknas organisatoriskt som både partidistrikt och arbetarekommuner. De 26 partidistrikten:

- Blekinge partidistrikt
- Dalarnas partidistrikt
- Fyrbodals partidistrikt
- Gotlands partidistrikt
- Gävleborgs partidistrikt
- Göteborgs partidistrikt
- Göteborgsområdets partidistrikt
- Hallands partidistrikt
- Jämtlands län partidistrikt
- Jönköpings partidistrikt
- Kalmar läns partidistrikt
- Kronobergs partidistrikt
- Norrbottens partidistrikt
- Skaraborgs partidistrikt
- Skånes partidistrikt
- Stockholms läns partidistrikt
- Stockholms partidistrikt
- Sörmlands partidistrikt
- Uppsala läns partidistrikt
- Värmlands partidistrikt
- Västerbottens partidistrikt
- Västernorrlands partidistrikt
- Västmanlands partidistrikt
- Älvsborg Södra partidistrikt
- Örebro läns partidistrikt
- Östergötlands partidistrikt

### Partiordförande

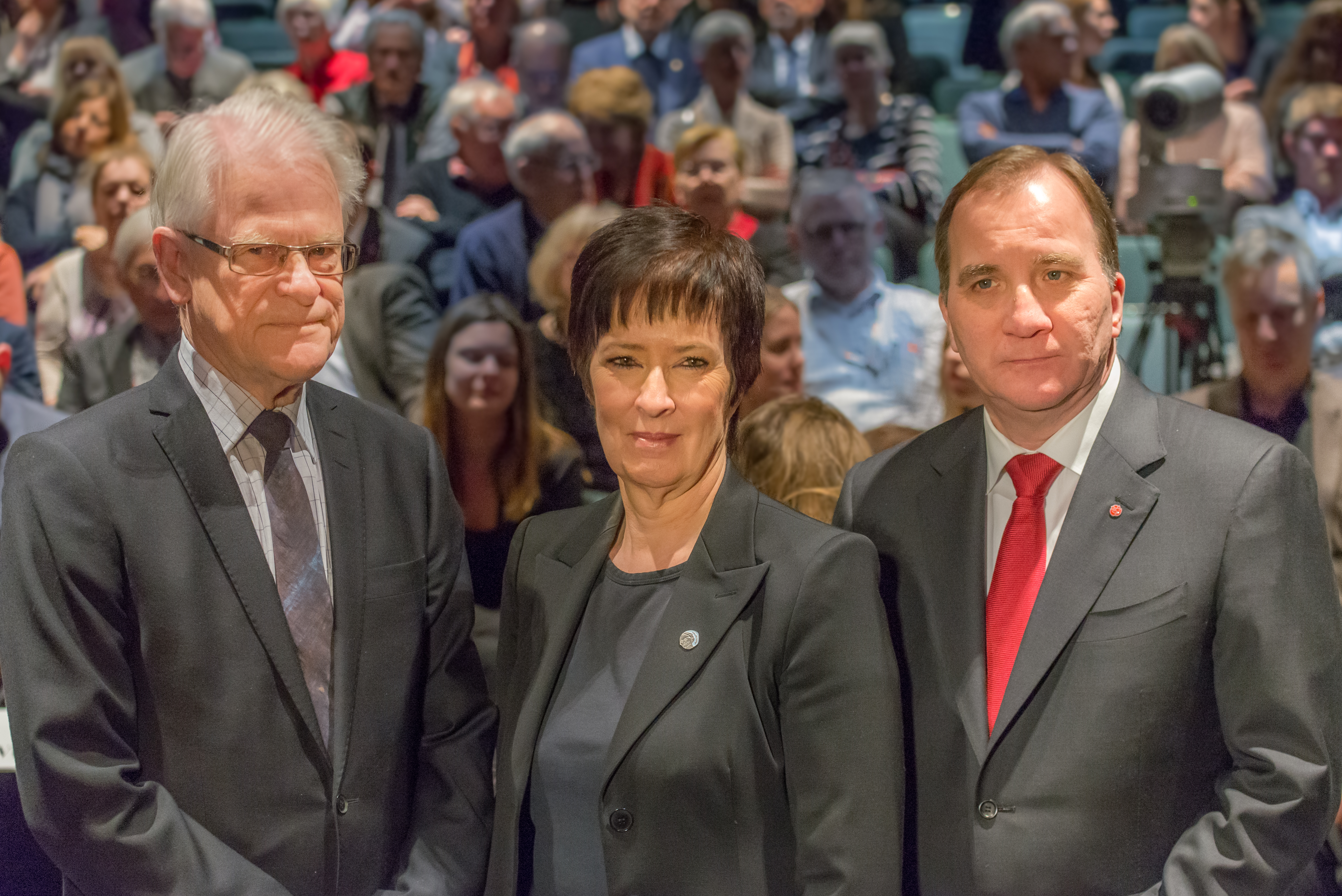
Partiledarna Ingvar Carlsson, Mona Sahlin och Stefan Löfven år 2016.

Partiordföranden (i dagligt tal vanligen partiledaren) är Socialdemokraternas högsta representant och väljs av partikongressen. Partiordföranden är ordförande i partistyrelsen samt i verkställande utskottet (VU).
Vid Socialdemokraternas bildande 1889 hade partiet inte någon partiordförande i modern mening. Istället tillämpades ett kollektivt ledarskap genom partiets verkställande utskott. I samband med att posten som ordförande i verkställande utskottet inrättades betraktades innehavaren av denna post även som partiordförande. Den förste partiordföranden att väljas av Socialdemokraternas partikongress var Hjalmar Branting, som valdes vid partikongressen 1908.
Av de elva personer som hittills innehaft posten som partiordförande i Socialdemokraterna har åtta även innehaft posten som Sveriges statsminister. De tre undantagen är Claes Tholin, Mona Sahlin och Håkan Juholt.
| Bild | Namn                | Tid       | Anmärkningar |
| ---- | ------------------- | --------- | --- |
|      | Claes Tholin        | 1896–1907 | Claes Tholin var ordförande i Socialdemokraternas verkställande utskott mellan 1896 och 1907 och var i denna egenskap i praktiken partiordförande. |
|      | Hjalmar Branting    | 1907–1925 | Hjalmar Branting var ordförande i Socialdemokraternas verkställande utskott mellan 1907 och 1908 och var i denna egenskap i praktiken partiordförande. Han valdes formellt till partiordförande av Socialdemokraternas partikongress 1908 och blev därmed partiets förste kongressvalde partiordförande. Statsminister 1920, 1921–1923, 1924–1925. |
|      | Per Albin Hansson   | 1925–1946 | Efter Hjalmar Brantings död 1925 utsågs Per Albin Hansson till tillförordnad partiordförande av Socialdemokraternas partistyrelse. 1928 valdes Hansson formellt till partiordförande av Socialdemokraternas partikongress. Statsminister 1932–1936, 1936–1946.                                                                                     |
|      | Tage Erlander       | 1946–1969 | Statsminister 1946–1969 |
|      | Olof Palme          | 1969–1986 | Statsminister 1969–1976, 1982–1986 |
|      | Ingvar Carlsson     | 1986–1996 | Statsminister 1986–1991, 1994–1996 |
|      | Göran Persson       | 1996–2007 | Statsminister 1996–2006 |
|      | Mona Sahlin         | 2007–2011 | |
|      | Håkan Juholt        | 2011–2012 | |
|      | Stefan Löfven       | 2012–2021 | Statsminister 2014–2021 |
|      | Magdalena Andersson | 2021–     | Statsminister 2021–2022 |

### Partisekreterare
| Karl Magnus Ziesnitz                 | 1896–1901  |
| Carl Gustaf Wickman                  | 1901–1911  |
| Fredrik Ström                        | 1911–1916  |
| Gustav Möller                        | 1916–1940  |
| 000Rickard Lindström (tillförordnad) | 1924–1926  |
| 000Rickard Lindström (tillförordnad) | 1930–1933  |
| 000Anders Nilsson (tillförordnad)    | 1933–1940  |
| Torsten Nilsson                      | 1940–1945  |
| Sven Andersson                       | 1945–1948  |
| Sven Aspling                         | 1948–1962  |
| Sten Andersson                       | 1962–1982  |
| Bo Toresson                          | 1982–1992  |
| Mona Sahlin                          | 1992–1994  |
| Leif Linde                           | 1994–1996  |
| Ingela Thalén                        | 1996–1999  |
| Lars Stjernkvist                     | 1999–2004  |
| Marita Ulvskog                       | 2004–2009  |
| Ibrahim Baylan                       | 2009–2011  |
| Carin Jämtin                         | 2011–2016  |
| Lena Rådström Baastad                | 2016–2021  |
| Tobias Baudin                        | sedan 2021 |

### Partistyrelsen
Partiet har sitt huvudkontor på Sveavägen 68 i Stockholm. Här sammanträder partistyrelsen och dess verkställande utskott (VU) som är högsta beslutande organ mellan kongresserna, som hålls vartannat år. LO:s ordförande har alltid en adjungerad plats i både partistyrelsen och VU. 

### Finanser
Fördelning av Socialdemokraternas intäkter 2021
|  | Försäljning och lotterier (45 %) |

|  | Statligt partistöd (37 %) |

|  | Övriga intäkter (16 %) |

|  | Medlemsavgifter (1 %) |

|  | Donationer (1 %) |

#### Partikassör
| Karl Magnus Ziesnitz | 1896–1901  |
| Carl Gustaf Wickman  | 1901–1921  |
| Anna Sterky          | 1921–1924  |
| Emil Wallin          | 1925–1948  |
| Ernst Nilsson        | 1948–1963  |
| Allan Arvidsson      | 1963–1972  |
| Nils-Gösta Damberg   | 1972–1987  |
| Björn Wall           | 1987–1992  |
| Bosse Sundling       | 1992–1995  |
| Inger Mäler          | 1995–2000  |
| Birgitta Lönegård    | 2001–2005  |
| Tommy Ohlström       | 2005–2013  |
| Hans Dahlgren        | 2013–2014  |
| Roger Berzell        | 2014–2021  |
| Joakim Jonsson       | sedan 2021 |

## Samverkande organisationer

### Fackföreningar
Redan från början ansågs samarbete mellan arbetarrörelsens fackliga och politiska gren vara nödvändig. På LO:s första kongress beslutades att fackförening som var ansluten till LO inom tre år skulle ansluta sig till det socialdemokratiska partiet. Detta beslut väckte dock opposition och vid LO:s kongress 1900 beslutades att LO i stället skulle verka för att föreningarna skulle ansluta sig till den lokala arbetarekommunen. År 1909 ströks även detta. Enskilda fackförbund kunde dock ansluta sina medlemmar kollektivt till partiet, men enskilda medlemmar reservera sig mot det.
Vid årsskiftet 1990–1991 avskaffades denna fackliga kollektivanslutning. En förening kan fortfarande bli medlem i arbetarekommunen i egenskap av organisation. Antalet medlemmar i Socialdemokraterna minskade därefter från över en miljon till cirka hundratusen år 2008.
Det ekonomiska anslaget till Socialdemokraterna från LO och LO:s medlemsförbund var 11,3 miljoner år 2019. Av den summan stod LO centralt för sex miljoner kronor.
Redan från början satt representanter för LO i partistyrelsen. LO:s ordförande väljs regelmässigt in i partiets verkställande utskott. Det finns många exempel på företrädare för LO som blivit socialdemokratiska riksdagsledamöter eller statsråd.
Partiets ungdomsförbund SSU är också LO:s ungdomsförbund. 

### Ungdomar
- Sveriges socialdemokratiska ungdomsförbund (SSU)
- Sveriges socialdemokratiska studentförbund (SSF / S-studenter)
- Unga Örnars Riksförbund

### Kvinnor
- Sveriges socialdemokratiska kvinnoförbund, S-Kvinnor (SSKF)
- Feministas

### Kristna
Partiets organisation för kristna medlemmar bildades 1929 under namnet Sveriges kristna socialdemokraters förbund men kallades Broderskapsrörelsen. De bytte 2011 namn till Socialdemokrater för tro och solidaritet och inkluderar nu troenda från många olika religioner.
Partiet är en nomineringsgrupp i Svenska kyrkan under beteckningen Arbetarepartiet Socialdemokraterna.

### Övriga grupperingar
- Hyresgästföreningen – medlem i Palmecentret och ABF
- HBT-socialdemokrater Sverige
- Pensionärernas riksorganisation (PRO) – medlem i ABF
- Verdandi

### Utbildning
- Arbetarnas bildningsförbund (ABF)
- Bommersvik (SSU:s förbundsskola utanför Södertälje)
- Brunnsvik (folkhögskola utanför Ludvika)
- Rönneberga kurs- och konferensanläggning (facklig kursgård på Lidingö)
- Runö folkhögskola (folkhögskola utanför Åkersberga)

### Tankesmedjor, stiftelser och fonder
- Katalys  – tankesmedja bildad av samverkansgruppen 6F som bildades av fem fackförbund inom Landsorganisationen i Sverige: Byggnads, Elektrikerna, Fastighetsanställdas förbund, Målarna och Seko
- Olof Palmes internationella center (Palmecentret)
- Tankesmedjan Tiden

### Media
- AiP Media Produktion AB
- Tidens förlag

Ursprungligen drev socialdemokraterna själva sina egna dagstidningar. Tillsammans med LO förvärvade man på 1970-talet bland annat klassiskt liberala Aftonbladet genom sitt tidningsbolag A-pressen. Efter A-pressens konkurs spriddes flera av tidningarna på olika ägare.
Endast ett fåtal tidningar ägs numera av partiet självt, helt eller delvis och direkt eller via andra bolag. De är: 
Dagstidningar med lokal eller regional spridning
- Norrländska Socialdemokraten (NSD), Luleå (ägs av Norrbottens Media AB, som till 25,3 procent ägs av Piteå-Tidningen)
- Piteå-Tidningen, Piteå (helägd av Socialdemokraterna)
- Sydöstran, Karlskrona (Socialdemokraterna äger 9,9 procent)
- Östra Småland och Nyheterna (Gota Media äger 91 procent och den av Socialdemokraterna ägda Östra Småland Intressenter AB äger 9 procent)

Övriga tidningar
- Aktuellt i Politiken (helägd via AiP Media Produktion AB)
- Tiden (helägd via AiP Media Produktion AB)
- Morgonbris (helägd via AiP Media Produktion AB)
- Scen & Salong (helägd via AiP Media Produktion AB)
- Stockholms-Tidningen (helägd via AiP Media Produktion AB)

Det finns också ett antal tidningar som inte ägs av partiet och betecknar sig som "oberoende socialdemokratiska", "obundna socialdemokratiska" eller "socialdemokratiska".

### Företag
- A-lotterierna – lotteri- och spelbolag
- Folkets Hus och Parker – driver lokaler och parker i anslutning till arbetarrörelsens organisationer
- Fonus – begravningsbyrå som till stor del ägs av LO, TCO och socialdemokratiska föreningar
- Kooperativa Förbundet (KF) – var bland annat med och bildade ABF, Folksam och Palmecentret
- Kooperativa institutet (Koopi) – medlem i Palmecentret
- Riksbyggen – bostadsrättsföretag som vid årsskiftet 2004–2005 ägdes till 41,1 procent av LO-fackförbund, 2,8 procent av KF och 0,7 procent av Folksam
- Spero – spelföretag som partiet driver tillsammans med bland annat nykterhetsorganisationen IOGT-NTO

### Internationella samarbeten
- I EU-parlamentet är Socialdemokraterna en del av Gruppen Progressiva förbundet av socialdemokrater i Europaparlamentet (S&D). Partiet är medlem av Europeiska socialdemokratiska partiet (PES/EPS, Europasocialisterna).
- Progressive Alliance
- Demokratiska unionspartiet (PYD), fördjupat samarbete 2021[37]
- Folkens demokratiska parti (Turkiet) (HDP) (systerparti)[37]

## Valresultat

### Riksdagsval
Mellan mitten på 1930-talet och mitten på 1980-talet hade det socialdemokratiska partiet sin "guldålder", då man i hälften av valen fick mellan 44,6 och 46,2 procent av rösterna. I två av valen, åren 1940 och 1968, fick man till och med över 50 procent (50,1) av rösterna. I endast tre val, åren 1973, 1976 och 1979, fick man under 44,6 procent av rösterna.

- 1911: 28,5 %
- 1914 våren: 30,1 %
- 1914 hösten: 36,4 %
- 1917: 39,2 %
- 1920: 36,1 %
- 1921: 39,4 %
- 1924: 41,1 %
- 1928: 37,0 %
- 1932: 41,1 %
- 1936: 45,9 %
- 1940: 53,8 %
- 1944: 46,6 %
- 1948: 46,1 %
- 1952: 46,0 %
- 1956: 44,6 %
- 1958: 46,2 %
- 1960: 47,8 %
- 1964: 47,3 %
- 1968: 50,1 %
- 1970: 45,3 %
- 1973: 43,6 %
- 1976: 42,7 %
- 1979: 43,2 %
- 1982: 45,6 %
- 1985: 44,7 %
- 1988: 43,2 %
- 1991: 37,7 %
- 1994: 45,2 %
- 1998: 36,4 %
- 2002: 39,9 %
- 2006: 34,9 %
- 2010: 30,7 %
- 2014: 31,0 %
- 2018: 28,3 %
- 2022: 30,3 %

#### Resultat i riksdagsval per kommun

Resultat i riksdagsvalet 2022 på kommunnivå

1973
1976
1979
1982
1985
1988
1991
1994
1998
2002
2006
2010
2014
2018
2022

#### Gruppledare i riksdagen

##### Första kammaren(1933–1970)
| Harald Åkerberg | 1933–1950 |
| Axel Strand     | 1951–1970 |

##### Andra kammaren(1933–1970)
| Anders Anderson    | 1933–1940 (lagtima riksdagen) |
| Allan Vougt        | 1940–1945 (urtima riksdagen)  |
| Erik Fast          | 1945–1953                     |
| Gösta Skoglund     | 1954–1957                     |
| Gösta Netzén       | 1957                          |
| Ossian Sehlstedt   | 1957–1959                     |
| Hans Gustafsson    | 1959–1965                     |
| Ingemund Bengtsson | 1965–1968                     |
| Bo Martinsson      | 1969–1970                     |

##### Enkammarriksdagen (1970-)
| Rune Johansson      | 1971      |
| Ingvar Svanberg     | 1971–1979 |
| Hans Gustafsson     | 1979–1982 |
| Lilly Hansson       | 1982–1985 |
| Ivar Nordberg       | 1985–1988 |
| Jan Bergqvist       | 1988–1994 |
| Sven Hulterström    | 1994–2001 |
| Britt Bohlin Olsson | 2001–2008 |
| Sven-Erik Österberg | 2008–2011 |
| Carina Moberg       | 2011–2012 |
| Mikael Damberg      | 2012–2014 |
| Tomas Eneroth       | 2014–2017 |
| Anders Ygeman       | 2017–2019 |
| Annelie Karlsson    | 2019–2022 |
| Gunilla Carlsson    | 2022      |
| Lena Hallengren     | 2022–     |

#### Riksdagsledamöter
För socialdemokratiska ledamöter i Sveriges riksdag, se Kategori:Ledamöter av Sveriges riksdag för Socialdemokraterna.

### Regionalval
Det socialdemokratiska partiet har generellt sett fått högre valresultat i landstingsvalen jämfört med riksdagsvalen. De enda undantagen är åren 1985, 1998 och 2002.

- 1970: 45,8 %
- 1973: 43,8 %
- 1976: 43,7 %
- 1979: 43,9 %
- 1982: 46,6 %
- 1985: 44,4 %
- 1988: 43,7 %
- 1991: 38,3 %
- 1994: 45,5 %
- 1998: 35,8 %
- 2002: 38,3 %
- 2006: 34,9 %
- 2010: 33,0 %
- 2014: 32,9 %
- 2018: 28,7 %
- 2022: 31,7 %

- Källor: [38][39]

- Källor: [39]

### Kommunalval
Från slutet på 1930-talet till 1960-talet så var det Socialdemokratiska partiet starkt gynnat i kommunalvalen i förhållande till valen till den andra kammaren. Kommunalvalet år 1966 blev dock ett bakslag. År 1970 började kommunalvalen hållas på samma dag som riksdagsvalen och landstingsvalen. Då blev valresultaten istället jämförbara med de andra valresultaten. År 1985 påbörjades en ny trend igen dock, då man istället fick märkbart lägre valresultat än i de andra valen. Detta skedde då Miljöpartiet och lokala partier ökade i popularitet i kommunalvalen.

- 1910: 16,8 %
- 1912: 21,8 %
- 1914: 26,4 %
- 1916: 30,2 %
- 1918: 32,3 %
- 1919: 36,3 %
- 1922: 34,7 %
- 1926: 39,0 %
- 1930: 41,4 %
- 1934: 42,1 %
- 1938: 50,4 %
- 1942: 50,3 %
- 1946: 44,4 %
- 1950: 48,6 %
- 1954: 47,4 %
- 1958: 46,8 %
- 1962: 50,5 %
- 1966: 42,2 %
- 1970: 45,6 %
- 1973: 43,2 %
- 1976: 43,0 %
- 1979: 43,0 %
- 1982: 45,5 %
- 1985: 42,6 %
- 1988: 41,6 %
- 1991: 36,6 %
- 1994: 43,4 %
- 1998: 35,1 %
- 2002: 37,2 %
- 2006: 34,6 %
- 2010: 32,4 %
- 2014: 31,2 %
- 2018: 27,6 %
- 2022: 29,3 %

- Källor: [38][39]

### Kyrkoval
År 2021 var partiet den största nomineringsgruppen i kyrkomötet.

### Europaparlamentsval
Socialdemokraterna har genomgående haft lägre väljarstöd i Europaparlamentsvalen jämfört med närliggande riksdagsval. I Europaparlamentsvalet 2019 erhöll Socialdemokraterna 23,5 procent av rösterna och 2024 ökade de något till 24.8 procent. Partiet har erhållit fem mandat i varje EU-val sedan 2004, men när antalet svenska mandat utökades till 20 i december 2011 fick partiet ett av de två nya mandaten och de hade därför sex mandat mellan 2011 och 2014. 
| Val  | Andel (%)    | Mandat | Ref    |
| ---- | ------------ | ------ | ------ |
| 1995 | 28,1 procent | 7 / 22 | [ 42 ] |
| 1999 | 26,0 procent | 6 / 22 | [ 42 ] |
| 2004 | 24,6 procent | 5 / 19 | [ 42 ] |
| 2009 | 24,4 procent | 5 / 18 | [ 42 ] |
| 2014 | 24,2 procent | 5 / 20 | [ 42 ] |
| 2019 | 23,5 procent | 5 / 20 | [ 43 ] |
| 2024 | 24,8 procent | 5 / 21 | [ 41 ] |

## Regeringar
Första gången som Socialdemokraterna deltog i en svensk regering var 1917–1920, under ledning av den liberala statsministern Nils Edén. Tre år senare bildades den första regering som leddes av Socialdemokraterna med Hjalmar Branting som statsminister. Från 1936 var Socialdemokraterna i regeringsställning oavbrutet fram till 1976. Därefter har partiet växlat mellan att vara regeringsparti och det ledande oppositionspartiet. 
| Bild | Statsminister         | År        | Längd           | Typ av regering                                                                                         | Orsak till regeringens avgång                                             |
| ---- | --------------------- | --------- | --------------- | --- | ------------------------------------------------------------------------- |
|      | Hjalmar Branting I    | 1920      | 7 månader       | Minoritetsregering                                                                                      | Valförlust                                                                |
|      | Hjalmar Branting II   | 1921–1923 | 1 år 5 månader  | Minoritetsregering                                                                                      | Första kammaren avslog regeringens proposition om arbetslöshetsunderstöd. |
|      | Hjalmar Branting III  | 1924–1925 | 3 månader       | Minoritetsregering.                                                                                     | Statsministern allvarligt sjuk.                                           |
|      | Rickard Sandler       | 1925–1926 | 1 år 5 månader  | Minoritetsregering                                                                                      | Stripakonflikten                                                          |
|      | Per Albin Hansson I   | 1932–1936 | 3 år 9 månader  | Minoritetsregering                                                                                      | Riksdagen avslog proposition om folkpensionen.                            |
|      | Per Albin Hansson II  | 1936–1939 | 3 år 3 månader  | Majoritetsregering med Bondeförbundet.                                                                  | Kriget skapade en samlingsregering.                                       |
|      | Per Albin Hansson III | 1939–1945 | 5 år 7 månader  | Samlingsregering under andra världskriget med Bondeförbundet, Folkpartiet och Högerpartiet.             | Krigsslutet                                                               |
|      | Per Albin Hansson IV  | 1945–1946 | 1 år 2 månader  | Minoritetsregering                                                                                      | Statsministern avled.                                                     |
|      | Tage Erlander I       | 1946–1951 | 5 år            | Minoritetsregering                                                                                      | Framgångsrika förhandlingar om en majoritetsregering med Bondeförbundet.  |
|      | Tage Erlander II      | 1951–1957 | 6 år            | Majoritetsregering med Bondeförbundet.                                                                  | Samarbetet med Bondeförbundet sprack på grund av ATP-frågan.              |
|      | Tage Erlander III     | 1957–1969 | 12 år           | Minoritetsregering 1957–1968 Majoritetsregering 1968–1969                                               | Ny partiledare                                                            |
|      | Olof Palme I          | 1969–1976 | 7 år            | Majoritetsregering 1969–1970 Minoritetsregering 1970–1976                                               | Valförlust                                                                |
|      | Olof Palme II         | 1982–1986 | 3 år 5 månader  | Minoritetsregering.                                                                                     | Statsministern mördad.                                                    |
|      | Ingvar Carlsson I     | 1986–1990 | 3 år 11 månader | Minoritetsregering.                                                                                     | Riksdagen avslog proposition om löner.                                    |
|      | Ingvar Carlsson II    | 1990–1991 | 1 år 8 månader  | Minoritetsregering                                                                                      | Valförlust                                                                |
|      | Ingvar Carlsson III   | 1994–1996 | 1 år 5 månader  | Minoritetsregering. Budgetsamarbete först med Vänsterpartiet och sedan med Centerpartiet.               | Ny partiledare                                                            |
|      | Göran Persson         | 1996–2006 | 10 år 7 månader | Minoritetsregering. Budgetsamarbete först med Centerpartiet, sedan med Vänsterpartiet och Miljöpartiet. | Valförlust                                                                |
|      | Stefan Löfven I       | 2014–2019 | 4 år 3 månader  | Minoritetsregering med Miljöpartiet. Budgetsamarbete med Vänsterpartiet.                                | Förlorad förtroendeomröstning i riksdagen.                                |
|      | Stefan Löfven II      | 2019–2021 | 2 år 6 månader  | Minoritetsregering med Miljöpartiet. Budgetsamarbete med Centerpartiet och Liberalerna.                 | Förlorad misstroendeomröstning i riksdagen.                               |
|      | Stefan Löfven III     | 2021      | 4 månader       | Minoritetsregering med Miljöpartiet.                                                                    | Ny partiledare                                                            |
|      | Magdalena Andersson   | 2021–2022 | 11 månader      | Minoritetsregering.                                                                                     | Valförlust                                                                |

## Styre i regioner och kommuner
Under mandatperioden 2022–2026 är Socialdemokraterna (2024) med och styr (eller styr ensamma) i 169 av Sveriges 290 kommuner och 14 av Sveriges 21 regioner.